# 薄井由行
薄井由行（うすい よしゆき、1967年12月12日 - ）は、日本の作曲家、編曲家。東京都出身。
昭和音楽大学作曲学科卒業。近代クラシックの方法論を基点としながら、ポップ性を加味した独特の作風を持つ。現在はWEB、テレビ、アニメ作品向けの音楽制作を中心に活動中。長らくマニュアル・オブ・エラーズ・アーティスツに所属していたが、2020年9月にトイロミュージックへ移籍している。

## 主な提供作品

### テレビ
- ファイアボール
  - ファイアボール チャーミング
  - ファイアボール ユーモラス
  - ファイアボールシリーズ最終章 ゲボイデ＝ボイデ（以上ディズニーチャンネル）
- おかあさんといっしょ アニメ『どれどれせんせい』
- いないいないばあっ! 「じめんにおえかき」
- わたしのきもち
- てれび絵本『タビの雑貨屋さん』
- プチプチアニメ『柿の木もっきぃ』
- ネイバーズ
- おはなしのくに
- もやモ屋
- アクティブ10 理科（以上NHK Eテレ）
- 衛星アニメ劇場（NHK BS2） - オープニング・エンディング
- セーラーゾンビ（テレビ東京）
- ラグビープラネット（J SPORTS）
- groovies Remix（カートゥーン ネットワーク） - オープニングテーマ
- Dlife ステーションID
- たまこまーけっと・たまこラブストーリー - 劇伴

### CM
- コミックシーモア
- サーモス『5-15℃ PROJECT』
- レック「激落ちくん」「激落ちくんワイパー」
- クーリエ・ジャポン創刊号
- 三菱鉛筆「ユニボール シグノビット」
- 日本テレビ「ルーヴル美術館展」
- ツムラ サウンドロゴ
- 映画『ドラえもん のび太とふしぎ風使い』
- 白元『風』
- NTTコミュニケーションズ サウンドロゴ
- AX MUSIC-FACTORY

### ゲーム
- デジモンチャンピオンシップ（バンダイナムコゲームス）
- 非常口 -EXIT DS- （タイトー）
- カンガエル EXIT （タイトー）
- ファントムダスト （Microsoft Game Studios）
- クルトン （ソニー・コンピュータエンタテインメント）

### WEB
- ほぼ日刊イトイ新聞「ほぼ日のやさしいタオル」「ほぼ日のくびまき」
- ユニバーサル・スタジオ・ジャパン イースターイベント『さがそう！わくわく！エッグ・ハント』
- カシオ『G'zOne W42CA』
- 東京電力『TEPCOでんき予報』
- DHC キャンペーン
- パナソニック電工公式サイト

### イベント
- 文学の触覚『谷崎リズム』（東京都写真美術館）
- パラレルニッポン 現代日本建築展 - 海外巡回映像
- 2005年日本国際博覧会（愛・地球博） 国連館
- サンルイ 丸の内路面店（エルメス）オープニング・パーティ
- SIGGRAPH
- モーショングラフィックス展（大阪展）
- Macworld EXPO
- 日産自動車 「Blue Citizenship」

### その他
- NHKクリエイティブ・ライブラリー
- AR『魔法のえほん ピーターパン』（デジタルえほんミュージアム常設展示）
- うるまでるび『（a long day of）Mr.Calpaccio』
- 森野和馬（ストライプファクトリー）『『Runnners』『BUILD』『Stripe Box』『Control<-->Color:Flags』他
- ワコール「パルファージュ」
- ソニースタイル（韓国ショールーム）
- インターネットラジオ「Klap」サウンドロゴ
- Amebaモバイル イメージ映像
- au iida INFOBAR A01
- 東京メトロ銀座線稲荷町駅 発車メロディ

## 参加アルバム
- ファントムダスト オリジナル・サウンド・トラックス（ソニー・ミュージックディストリビューション）
- えいごリアン ミュージック・コレクション（日本クラウン）
- WORKS(ARTless(#1.)=UY(.6)+PW(.4))（GRASS RECORDS）
- Snappy Music Around of Tamako（ポニーキャニオン）
- ファイアボールシリーズ10周年記念CD＋BDセット「ファイアボール オーディオ・オモシロニクス」

## ライブ・共演等
- いま／ここで／これを変調するコンサート（op8／岡山県岡山市）
- ジョン・ケージのライブエレクトロニクス－演奏と会話（第5回）
- ローリーホーリーオーバー サーカス（水戸芸術館）